# Udea marmarina
Udea marmarina là một loài bướm đêm trong họ Crambidae.